# 暴力效應
《暴力效應》（英語：A History of Violence）是一部2005年劇情片，由大衛·柯能堡擔任導演，喬許·歐森編劇，劇情改編自約翰·華格納與文斯·洛克創作的1997年同名圖像小說。本片講述平靜小鎮的餐館老闆湯姆（維高·摩天臣飾演）制服並擊斃兩名搶匪，此英雄行為使他聲名遠播，卻也導致他不為人知的黑暗過去找上他和家人。
本片於2004年9月至11月拍攝，雖然故事舞台位在美國，電影實際上是在加拿大拍攝。《暴力效應》首先在2005年5月於第58届戛纳电影节上首映，後於同年9月在美國上映。本片備受影評人讚賞，入圍或榮獲多個獎項，演員威廉·赫特與編劇歐森分別入圍奧斯卡金像獎最佳男配角和最佳改編劇本。

## 劇情大綱
本片設定在印地安納州的米爾布魯克鎮（Millbrook），這座小鎮偏僻且平靜。湯姆·史托是餐廳「史氏小館」（Stall's Diner）的老闆，愛妻伊蒂是律師，有一個在讀中學的兒子傑克和一個學齡前的女兒莎拉。一天晚上，史氏小館要打烊時，兩名搶匪上門，湯姆服從搶匪的要求以保眾人安全，但搶匪欲對女店員下手時，湯姆俐落地奪槍，並射殺兩人，不過腳被刺傷。
這件事很快眾所皆知，湯姆變成眾人和記者的焦點。以傅格迪為首的三名費城黑社會份子到鎮上騷擾湯姆和其家人，聲稱湯姆過去其實是個黑社會人物：喬伊·古薩克。湯姆堅稱自己是被認錯，但也做出警戒的行為，要伊蒂準備散彈槍以防萬一，令伊蒂和傑克惶惶不安。之後，傑克在校被同學巴比霸凌，巴比出言相譏提到湯姆，傑克一怒之下將巴比打到送醫。湯姆告誡傑克暴力無法解決問題，被傑克用先前餐廳搶案的事情反諷，湯姆一怒之下甩了傑克一巴掌，傑克離家而去。
不久後，傅格迪等三人押著傑克到湯姆家，以傑克為人質，要求湯姆跟他們去費城見一些人。湯姆確保傑克安全後拒絕服從，隨後打倒了傅格迪的兩名持槍手下。傅格迪持槍要殺死湯姆，傑克撿起散彈槍從傅格迪身後殺了他。親眼目睹湯姆殺人時的表現後，伊蒂懇求他說出實話。湯姆稱過去的自己「喬伊」是個殺人不眨眼的人渣，他花了數年時間「殺死」喬伊，改頭換面過上家庭生活，但遇到暴力場面時，喬伊就會浮現。
湯姆面對傑克與伊蒂的質疑與衝突，在變成喬伊的狀態下粗暴地與伊蒂做愛，事後黯然神傷。當晚，湯姆接到來自兄長——黑道老大瑞奇·古薩克的電話，為了避免對方直接前來，決定去費城將過去了結。湯姆開了半天的車抵達費城，見到了住在豪宅裡的瑞奇。然而瑞奇尋找湯姆是為了殺掉他，因為喬伊過去惹了很多麻煩，使瑞奇名望受損而當不上老大，折損傅格迪等人更讓瑞奇丟臉。面對這種情況，湯姆暴力地將瑞奇的手下全部殺死，最後手刃兄長。
隔天早上，湯姆在水邊洗滌，隨後開車回家。到家時家人正在用晚餐，莎拉將湯姆的餐盤拿給他。伊蒂原本低著頭，最後與湯姆相視而泣。

## 演員
備註：角色名翻譯取自臺灣版DVD，若無譯名則以原文表示
- 維高·摩天臣飾演湯姆·史托（Tom Stall），又稱喬伊·古薩克（Joey Cusack）。
- 玛丽亚·贝罗飾演伊蒂·史托（Edie Stall）
- 艾德·哈里斯飾演卡爾·傅格迪（Carl Fogarty），費城的獨眼黑道份子，前科累累的危險人物。
- 威廉·赫特飾演瑞奇·古薩克（Richie Cusack），喬伊的親生兄弟，費城的黑道老大。
- 阿什頓·霍爾莫斯飾演傑克·史托（Jack Stall），湯姆與伊蒂的兒子。
- 彼得·麥克尼爾（英语：Peter MacNeill）飾演山姆警長（Sheriff Sam）
- 史蒂芬·麥克哈提（英语：Stephen McHattie）飾演Leland Jones，搶劫史氏小館的搶匪之一。
- 葛瑞格·布萊克飾演比利（Billy），搶劫史氏小館的搶匪之一，是另一人的姪子。
- 凱爾·施密德飾演巴比（Bobby），傑克的同學，惡霸。
- Sumela Kay飾演朱蒂（Judy），傑克的女性友人。
- Gerry Quigley飾演米克（Mick），史氏小館雇用的廚師。
- Deborah Drakeford飾演夏綠蒂（Charlotte），史氏小館的女服務生。
- Heidi Hayes飾演莎拉·史托（Sarah Stall），湯姆與伊蒂的女兒。
- 艾登·德凡（英语：Aidan Devine）飾演查理·洛克（Charlie Roarke），傅格迪的手下。
- Bill McDonald飾演法蘭克·穆利根（Frank Mulligan），傅格迪的手下。
- Michelle McCree飾演魏珍妮（Jenny Wyeth），試圖採訪湯姆的女記者。
- Ian Matthews飾演魯本（Ruben），在費城接應喬伊去見兄弟的人。
- R·D·瑞德（英语：R. D. Reid）飾演派特（Pat），史氏小館的客人。
- 摩根·凱利（英语：Morgan Kelly）飾演巴比的哥兒們

## 製作團隊
取自片頭製作人員名單：
- 導演：大衛·柯能堡
- 劇本：喬許·歐森（英语：Josh Olson）
- 原著作者：約翰·華格納（英语：John Wagner）、文斯·洛克（英语：Vince Locke）
- 製片人：克里斯·班德（英语：Chris Bender (film producer)）、J·C·史平克（英语：J. C. Spink）
- 執行製片人：Roger E. Kass、喬許·布拉恩（英语：Josh Braun）、托比·艾默瑞奇（英语：Toby Emmerich）、Justis Greene、肯特·奧特曼（英语：Kent Alterman）、凱爾·波耶特（英语：Cale Boyter）
- 攝影指導：Peter Suschitzky（英语：Peter Suschitzky）
- 美術設計：卡蘿·史匹爾（英语：Carol Spier）
- 剪輯：隆納·桑德斯（英语：Ronald Sanders (film editor)）
- 服裝設計：丹妮絲·柯能堡（英语：Denise Cronenberg）
- 配樂：霍华德·肖
- 選角：迪爾德麗·包溫（英语：Deirdre Bowen）
- 製片公司：班德與史平克製片公司（BenderSpink）
- 出品：新線影業

## 製作過程

### 發展
2003年3月20日，《好萊塢報導》稱，圖像小說《暴力效應》的改編電影將由班德與史平克製片公司（BenderSpink）製作，新線影業出資，並由喬許·歐森執筆劇本。2004年2月13日，《每日綜藝報》報導，大衛·柯能堡將擔任導演。柯能堡一向拍攝獨立電影，此次是他首度與大片廠合作製片。2004年6月9日，《每日綜藝報》稱維高·摩天臣確定飾演主角。2004年7月14日，《好萊塢報導》稱，玛丽亚·贝罗正在洽談飾演主角的妻子。2004年8月2日，《好萊塢報導》指出，威廉·赫特與艾德·哈里斯也在協商參演，角色分別是緊追主角的壞人和主角失散已久的兄弟。2004年8月23日，《每日綜藝報》稱，阿什頓·霍爾莫斯將飾演主角的兒子。2005年2月25日，《每日綜藝報》報導，《暴力效應》定於該年9月30日在美國上映。

### 拍攝
本片於2004年9月7日在加拿大多倫多開拍，一直進行到同年11月。本片的預算為3200萬美元。

## 上映與票房
2005年4月，本片獲選為坎城影展競賽片之一，於5月16日深夜在影展上放映（同時也是全球首映）。影展放映獲得觀眾起立鼓掌5分鐘，但最終未獲評審團青睞，一獎未得。本片隨後也在多個影展放映，包含多倫多國際影展（9月10日）、蒙特利爾世界電影節和根特电影节等。
2005年9月21日，一場慈善首映會在Grauman's Egyptian Theatre舉行。2005年9月23日星期五，電影在美國的14家影院先行有限上映。本片在首映週末收穫50.4萬美元，被《每日綜藝報》視為強勁的票房表現，而最大的觀眾族群是25歲以上的男性。隔週末，本片增開至1,340家影院，開始全國上映，收穫840萬美元，排名該週末第四。再下一個週末，電影進帳510萬美元，位居第八。最終，本片的北美總票房為3150萬美元，加上在其他地區收穫的2988萬美元，全球票房共計6138萬美元。

## 迴響

### 評價
《暴力效應》獲得多數影評人的好評。根据評論匯總网站爛番茄汇总的216篇评论文章，88%的评论家给予该作正面评价，平均打分为7.90分（满分10分）。该网站总结的评论家共识是“《暴力效應》對暴力的本質拋出了引人深思的問題，導演大衛·柯能堡這部更為非典型的作品也代表著他的成功回歸。”在Metacritic網站上，本片得到「普遍讚譽」的綜合評分，獲得了82/100分（37位影評人）。據美國CinemaScore所進行的調查，觀眾的平均評價於A+至F間落於「C+」。

### 獎項
- 註：以獎項名稱的原文首字母做排序

| 獎名或頒獎者                    | 獎項                                                                         | 提名對象                                                         | 結果  |
| ------------------------------- | ---------------------------------------------------------------------------- | ---------------------------------------------------------------- | ----- |
| 第78届奥斯卡金像奖              | 最佳男配角                                                                   | 威廉·赫特                                                        | 提名  |
| 第78届奥斯卡金像奖              | 最佳改編劇本                                                                 | 喬許·歐森                                                        | 提名  |
| 美國電影學會獎                  | 年度十大電影                                                                 | 年度十大電影                                                     | 入選  |
| 第1屆奥斯汀影评人协会獎         | 最佳男配角                                                                   | 威廉·赫特                                                        | 獲獎  |
| 比利時影評人協會獎              | 大獎                                                                         | 大獎                                                             | 提名  |
| 第59屆波迪獎                    | 最佳美國電影                                                                 | 最佳美國電影                                                     | 獲獎  |
| 第59屆英国电影学院奖            | 最佳改编剧本                                                                 | 喬許·歐森                                                        | 提名  |
| 《电影手册》（2005年）          | 年度十大電影                                                                 | 年度十大電影                                                     | 第2名 |
| 《电影手册》（2010年）          | 2000年代最佳電影                                                             | 2000年代最佳電影                                                 | 第5名 |
| 第58届戛纳电影节                | 金棕榈奖                                                                     | 金棕榈奖                                                         | 提名  |
| 第31屆凯撒电影奖                | 最佳外語電影                                                                 | 最佳外語電影                                                     | 提名  |
| 第18屆芝加哥影评人协会獎        | 最佳影片                                                                     | 最佳影片                                                         | 提名  |
| 第18屆芝加哥影评人协会獎        | 最佳導演                                                                     | 大衛·柯能堡                                                      | 獲獎  |
| 第18屆芝加哥影评人协会獎        | 最佳女配角                                                                   | 玛丽亚·贝罗                                                      | 獲獎  |
| 第18屆芝加哥影评人协会獎        | 最佳劇本                                                                     | 喬許·歐森                                                        | 提名  |
| 第11屆評論家選擇電影獎          | 最佳女配角                                                                   | 玛丽亚·贝罗                                                      | 提名  |
| 第11届达拉斯—沃斯堡影评人协会奖 | 最佳影片                                                                     | 最佳影片                                                         | 第8名 |
| 意大利电影金像奖                | 最佳外語電影                                                                 | 大衛·柯能堡                                                      | 提名  |
| 加拿大導演工會獎                | 傑出長片                                                                     | 傑出長片                                                         | 獲獎  |
| 加拿大導演工會獎                | 傑出導演——長片類別                                                           | 大衛·柯能堡                                                      | 獲獎  |
| 加拿大導演工會獎                | 傑出電影剪輯——長片類別                                                       | 隆納·桑德斯                                                      | 獲獎  |
| 加拿大導演工會獎                | 傑出美術設計——長片類別                                                       | 卡蘿·史匹爾                                                      | 提名  |
| 加拿大導演工會獎                | 傑出音效剪輯——長片類別                                                       | 亞利斯特·格雷（Alastair Gray）與麥可·歐費若（Michael O'Farrell） | 獲獎  |
| 愛倫·坡獎                       | 最佳電影劇本                                                                 | 喬許·歐森                                                        | 提名  |
| 第11屆帝國獎                    | 最佳驚悚電影                                                                 | 最佳驚悚電影                                                     | 提名  |
| 第11屆帝國獎                    | 最佳男主角                                                                   | 維高·摩天臣                                                      | 提名  |
| 2006年法國影評人聯合會獎        | 最佳外語電影                                                                 | 最佳外語電影                                                     | 獲獎  |
| 金德比獎                        | 最佳影片                                                                     | 最佳影片                                                         | 提名  |
| 金德比獎                        | 最佳導演                                                                     | 大衛·柯能堡                                                      | 提名  |
| 金德比獎                        | 最佳女配角                                                                   | 玛丽亚·贝罗                                                      | 提名  |
| 金德比獎                        | 最佳改編劇本                                                                 | 喬許·歐森                                                        | 提名  |
| 第63屆金球獎                    | 最佳戲劇類影片                                                               | 最佳戲劇類影片                                                   | 提名  |
| 第63屆金球獎                    | 剧情类电影最佳女主角                                                         | 玛丽亚·贝罗                                                      | 提名  |
| 金愚人獎                        | 年度最佳女配角                                                               | 玛丽亚·贝罗                                                      | 獲獎  |
| 第15届哥谭奖                    | 最佳长片                                                                     | 最佳长片                                                         | 提名  |
| 國際電影愛好者協會獎            | 年度十大電影                                                                 | 年度十大電影                                                     | 第3名 |
| 國際電影愛好者協會獎            | 最佳導演                                                                     | 大衛·柯能堡                                                      | 獲獎  |
| 國際電影愛好者協會獎            | 最佳男配角                                                                   | 威廉·赫特                                                        | 亚军  |
| 國際電影愛好者協會獎            | 最佳改編劇本                                                                 | 喬許·歐森                                                        | 亚军  |
| 國際電影音樂評論家協會獎        | 最佳恐怖/驚悚電影原創配樂                                                    | 霍华德·肖                                                        | 獲獎  |
| 第26届伦敦影评人协会獎          | 年度電影                                                                     | 年度電影                                                         | 提名  |
| 第26届伦敦影评人协会獎          | 年度導演                                                                     | 大衛·柯能堡                                                      | 提名  |
| 第26届伦敦影评人协会獎          | 年度男主角                                                                   | 維高·摩天臣                                                      | 提名  |
| 第26届伦敦影评人协会獎          | 年度女主角                                                                   | 玛丽亚·贝罗                                                      | 提名  |
| 第31屆洛杉磯影評人協會獎        | 最佳影片                                                                     | 最佳影片                                                         | 亚军  |
| 第31屆洛杉磯影評人協會獎        | 最佳導演                                                                     | 大衛·柯能堡                                                      | 亚军  |
| 第31屆洛杉磯影評人協會獎        | 最佳男配角                                                                   | 威廉·赫特                                                        | 獲獎  |
| 第77屆國家評論協會獎            | 十大電影                                                                     | 十大電影                                                         | 第5名 |
| 第40屆國家影評人協會獎          | 最佳影片                                                                     | 最佳影片                                                         | 第2名 |
| 第40屆國家影評人協會獎          | 最佳導演                                                                     | 大衛·柯能堡                                                      | 獲獎  |
| 第40屆國家影評人協會獎          | 最佳男配角                                                                   | 艾德·哈里斯                                                      | 獲獎  |
| 第71屆紐約影評人協會獎          | 最佳影片                                                                     | 最佳影片                                                         | 亚军  |
| 第71屆紐約影評人協會獎          | 最佳导演                                                                     | 大衛·柯能堡                                                      | 亚军  |
| 第71屆紐約影評人協會獎          | 最佳男主角                                                                   | 維高·摩天臣                                                      | 亚军  |
| 第71屆紐約影評人協會獎          | 最佳男配角                                                                   | 威廉·赫特                                                        | 獲獎  |
| 第71屆紐約影評人協會獎          | 最佳女配角                                                                   | 玛丽亚·贝罗                                                      | 獲獎  |
| 第9届在线影评人协会奖           | 最佳影片                                                                     | 最佳影片                                                         | 獲獎  |
| 第9届在线影评人协会奖           | 最佳導演                                                                     | 大衛·柯能堡                                                      | 獲獎  |
| 第9届在线影评人协会奖           | 最佳男配角                                                                   | 威廉·赫特                                                        | 提名  |
| 第9届在线影评人协会奖           | 最佳女配角                                                                   | 玛丽亚·贝罗                                                      | 獲獎  |
| 第9届在线影评人协会奖           | 最佳改編劇本                                                                 | 喬許·歐森                                                        | 提名  |
| 第9届在线影评人协会奖           | 最佳剪輯                                                                     | 隆納·桑德斯                                                      | 提名  |
| 第10屆聖地牙哥影評人協會獎      | 最佳剪輯                                                                     | 隆納·桑德斯                                                      | 獲獎  |
| 聖喬迪獎                        | 最佳外語電影                                                                 | 最佳外語電影                                                     | 獲獎  |
| 第10屆卫星奖（2005年）          | 最佳電影                                                                     | 最佳電影                                                         | 提名  |
| 第10屆卫星奖（2005年）          | 最佳男主角                                                                   | 維高·摩天臣                                                      | 提名  |
| 第10屆卫星奖（2005年）          | 最佳女配角                                                                   | 玛丽亚·贝罗                                                      | 提名  |
| 第11屆衛星獎（2006年）          | 整體最佳DVD                                                                  | 整體最佳DVD                                                      | 提名  |
| 第32屆土星獎                    | 土星獎最佳動作或歷險電影                                                     | 土星獎最佳動作或歷險電影                                         | 提名  |
| 第32屆土星獎                    | 土星獎最佳電影男主角                                                         | 維高·摩天臣                                                      | 提名  |
| 第32屆土星獎                    | 土星獎最佳電影男配角                                                         | 威廉·赫特                                                        | 提名  |
| 2006年尖叫奖                    | 最佳導演                                                                     | 大衛·柯能堡                                                      | 提名  |
| 2006年尖叫奖                    | 最具英雄氣質演出（Most Heroic Performance）                                  | 維高·摩天臣                                                      | 提名  |
| 2006年尖叫奖                    | 「天啊！」/「從觀眾席跳起」獎（The "Holy Sh!t"/"Jump-From-Your-Seat" Award） | 餐館槍戰（The diner shootout）                                   | 提名  |
| 第2届圣路易斯影评人协会奖       | 最佳导演                                                                     | 大衛·柯能堡                                                      | 提名  |
| 第9届多伦多影评人协会奖         | 最佳影片                                                                     | 最佳影片                                                         | 獲獎  |
| 第9届多伦多影评人协会奖         | 罗杰斯最佳加拿大电影奖                                                       | 罗杰斯最佳加拿大电影奖                                           | 獲獎  |
| 第9届多伦多影评人协会奖         | 最佳导演                                                                     | 大衛·柯能堡                                                      | 獲獎  |
| 土耳其影評人協會獎              | 最佳外語電影                                                                 | 最佳外語電影                                                     | 第3名 |
| USC寫手獎                       | USC寫手獎                                                                    | 喬許·歐森（劇本） 約翰·華格納、文斯·洛克（原著作者）             | 提名  |
| 第6届温哥华影评人协会奖         | 最佳导演                                                                     | 大衛·柯能堡                                                      | 提名  |
| 村聲電影票選獎                  | 最佳影片                                                                     | 最佳影片                                                         | 第1名 |
| 村聲電影票選獎                  | 最佳導演                                                                     | 大衛·柯能堡                                                      | 第1名 |
| 村聲電影票選獎                  | 最佳主演                                                                     | 維高·摩天臣                                                      | 第7名 |
| 村聲電影票選獎                  | 最佳配角                                                                     | 玛丽亚·贝罗                                                      | 獲獎  |
| 村聲電影票選獎                  | 最佳配角                                                                     | 艾德·哈里斯                                                      | 第8名 |
| 村聲電影票選獎                  | 最佳配角                                                                     | 威廉·赫特                                                        | 第5名 |
| 村聲電影票選獎                  | 最佳劇本                                                                     | 喬許·歐森                                                        | 第3名 |
| 第58届美国编剧工会奖            | 最佳改編劇本                                                                 | 喬許·歐森                                                        | 提名  |
| 第27届青年艺术家奖              | 長片最佳演出——十歲以下（含）年輕女演員                                       | Heidi Hayes                                                      | 提名  |

## 家用媒體
2006年3月14日，本片的DVD和VHS在美國發行。據《洛杉磯時報》報導，本片是最後一部發行VHS的主流好萊塢電影。

## 影響
《暴力效應》為2023年印度泰米爾語電影《啡常火拼》的故事靈感來源。

## 備註
1. ↑  原文：

### 引用作品
書籍
- (pdf). 臺灣: 國家電影資料館. 2007年12月  [2023-08-28]. （原始内容存档 (PDF)于2023-01-14） –國家電影資料館 （中文（臺灣））.

## 外部連結
- 互联网电影数据库（IMDb）上《暴力效應》的资料（英文）
- AllMovie上《暴力效應》的资料（英文）
- Box Office Mojo上《A History of Violence》的資料（英文）
- 爛番茄上《A History of Violence》的資料（英文）
- Metacritic上《A History of Violence》的資料（英文）